# Eupithecia tabidaria
Eupithecia subtacincta là một loài bướm đêm trong họ Geometridae.